# Alvan Tufts Fuller
Alvan Tufts Fuller (27 de febrero de 1878 -30 de abril de 1958) fue un empresario, político y filántropo estadounidense. Fue un representante de Estados Unidos por Massachusetts. Se convirtió en uno de los hombres más ricos de Estados Unidos, con un concesionario de automóviles, que en 1920 fue reconocido como "el más exitoso concesionario de automóviles en el mundo".
Fue elegido miembro de la Cámara de Representantes de Massachusetts, y fue delegado a la Convención Nacional Republicana en 1916. Luego fue elegido como gobernador de Massachusetts, sirviendo de 1925-1929. Fuller sirvió como el 48.º "Lieutenant Governor of Massachusetts" desde 1921 a 1925, y fue elegido como el 50.º Gobernador de Massachusetts en 1924. Fue reelegido para un segundo mandato de dos años. No aceptó la compensación por servicios, mientras que estuvo en la función pública.

## Biografía
Alvan Tufts Fuller nació en Boston, MA el 27 de febrero de 1878, hijo de Flora Arabella Tufts y Alvan Bonos Fuller. Sus padres, junto con él y su hermana, Martha (Fuller Halsey), vivían en Malden.
Su padre, Alvan Bonos Fuller, era un veterano de la Guerra Civil de profesión impresor, empleado como capataz auxiliar en el Boston Globe. El joven Alvan tuvo que abandonar la escuela a una edad temprana, cuando su padre murió. Su primer trabajo fue a los quince años en la Compañía de goma Boston (Converse) en Malden, en el departamento de envíos. Continuó estudiando en casa y tomó cursos de Burdett Business College. Durante todo este tiempo, ganó numerosos concursos de carreras de bicicleta, llegando a ser campeón de Nueva Inglaterra a los 16 años. Las tardes y los días de fiesta repara y vende bicicletas en el granero de su madre junto a la casa, y usa la sala de estar de la familia en ocasiones como sala de exposición.
A los dieciocho años cuando ganó el dinero suficiente para comprar madera él y su tío Peter Tufts, que era carpintero, construyeron una pequeña tienda en la parcela familiar en Cross Street. Clavó un cartel que decía "Alvan T. Fuller, bicicletas y neumáticos, nos especializamos en reparaciones." Con el éxito que le siguió, reparó y vendió más de trescientas sesenta bicicletas ese primer año.
En 1899, a la edad de veintiún años, vendió sus bicicletas de premios (que todavía estaba ganando) y fue capaz de financiar un viaje a Europa para aprender más en el negocio de las bicicletas y de ver el automóvil que había oído hablar tanto. Regresó a su casa con sus dos primeros automóviles para entrar en el puerto de Boston, dos vehículos franceses "Bouton Voiterettes DeDion." Vendió los coches con un beneficio y en 1900 abrió una segunda tienda de bicicletas en Boston. Un año más tarde, vendió los automóviles, así como bicicletas de su tienda en Boston.
Previendo el futuro de lo que entonces era un nuevo negocio, viajó a la fábrica Packard en Detroit y regresó con un contrato, convirtiéndose en el primer distribuidor de "Packard Motor Cars" en Nueva Inglaterra. En 1904, vendió Cadillac y Packard y en 1906 trasladó su negocio a la nueva Boston Motor Mart Building, Square Park, Boston. Fuller no sólo fue un pionero en la industria del automóvil, se convirtió en uno de los concesionarios de automóviles más importantes del país. Fue quien originó las ventas del "Washington’s Birthday" y otras técnicas de servicio que forman la base de los procedimientos de comercialización actualmente en los Estados Unidos.
Theodore Roosevelt, por el cual Fuller tenía una gran admiración fue el primero en introducirlo a la política. Se unió al movimiento progresista e hizo campaña por Roosevelt entre 1912 y 1913.
En 1914 fue elegido miembro de la Cámara de Representantes de Massachusetts, desde el Distrito Noveno para dos periodos en 1916-20. En 1924, derrotó a alcalde de Boston, James Curley en una carrera por el cargo político de Massachusetts, fue reelegido en 1926. Tuvo un gran interés en la política durante toda su vida, mostrando su línea de partido independiente al expresar públicamente su "creciente confianza en el gobierno de D. Roosevelt Franklin" en 1933.
En 1910, Fuller se casó con Viola Davenport de Medford, MA, mientras estudiaba retórica en Londres. "Su pasión era la música y la mía era Packards", dijo Alvan de ellos. Los Fullers tuvieron cuatro hijos: Lydia (Mrs. George T, Bottomley), Mary (Mrs. Robert L. Henderson) Alvan Jr. y Peter. Ambos hijos le siguieron en la industria automotríz y son hombres de negocios exitosos en su propio derecho. La familia vivía en Malden en la esquina de las calles Appleton y Hancock hasta la década de 1920 después de que vivieron en el 150 Beacon Street y pasaban sus veranos en "Little Boar’s Head" (la cabeza del pequeño jabalí) North Hampton, New Hampshire.
En 1938, Alvan Fuller se puso en contacto con la firma Olmstead Brothers de Boston. Fuller quería que jardín del frente fuera más un 'escaparate', al que los peatones por la calle lo pudieran admirar, y en menor medida un "jardín de corte", donde su belleza fuera "robada" por la eliminación constante de las flores. Leon H. Zach, un socio en los informes firmes de Olmstead en la reunión con Alvan Fuller en abril de 1938 informaba: "La Sra. Fuller (Viola) no entra en el jardín no más de tres veces al año y el Sr. Fuller no más de la mitad una docena de veces, pero ambos reciben una gran cantidad de placer en observar desde sus ventanas de la habitación sobre la carretera en el jardín, al ver una gran cantidad de personas, sobre todo los fines de semana disfrutando de su encanto".

## Actividades de Filantropía
Era un excelente coleccionista de arte y entre los pintores representados en su colección fueron Renoir, Rembrandt, Turner, Gainsborough, Sargent, Monet, Van Dyck, Romney, Boccaccino, Boucher y Reynolds. Sus pinturas fueron donadas a la National Gallery of Art en Washington y al Museum of Fine Arts, Boston. Entre sus donaciones se incluye: de Monet "El estanque de los lirios de agua," de Renoir "pareja en la barca," y de van Dyck "Princesa María, hija de Carlos I."
Su filantropía era amplia e incluye arte, los hospitales, la educación, la religión, los municipios y los servicios sociales. Él estableció la Fuller Foundation, Inc., durante su vida y que era, y sigue siendo, el instrumento a través del cual muchas organizaciones caritativas se han beneficiado en el área metropolitana de Boston y la zona de La Costa de Nuevo Hampshire.
Está enterrado en el "East Cemetery" en Rye Beach (Nuevo Hampshire), donde tenía una casa de verano.